# Atopsyche ayacucho
Atopsyche ayacucho är en nattsländeart som beskrevs av Schmid 1989. Atopsyche ayacucho ingår i släktet Atopsyche och familjen Hydrobiosidae. Inga underarter finns listade i Catalogue of Life.

## Bildgalleri

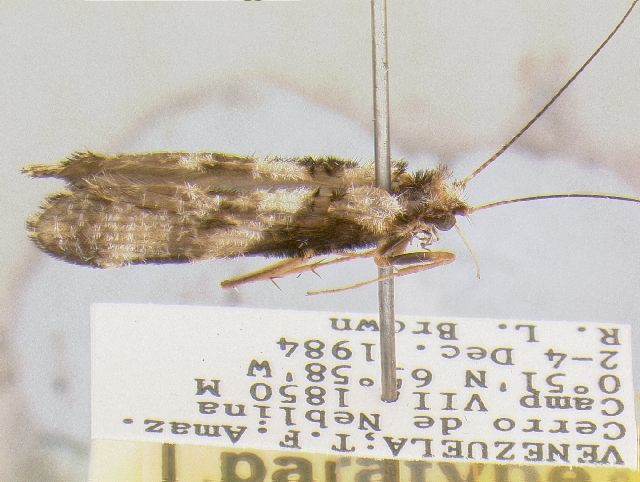